# Турбореализм
Турбореали́зм — самоназвание направления, возникшего в российской фантастической литературе в начале 1990-х годов. По мнению некоторых критиков, литературоведов и не участвующих в движении писателей, явился результатом попытки отмежеваться от считающейся «низким жанром» фантастики как таковой:56.

## Общее описание
Термин «турбореализм» пустил в ход Владимир Покровский. Турбореализм можно определить, по утверждению критика Сергея Бережного, как «философско-психологическую, интеллектуальную фантастику, свободно обращающуюся с реальностями». Произведения, относимые к этому направлению, находятся на стыке фантастики и «обычной» литературы, фантастические допущения являются отправной точкой для произведения, выполненного по канонам социально-психологической прозы. В каком-то смысле турбореализм есть дальнейшее развитие представления о «реалистической фантастике», заложенного Стругацкими. Литература турбореализма отличается, по определению С. Бережного, «верностью принципу психологического реализма и полной свободой в формировании внешних (по отношению к психологии персонажей) реалий». Для персонажей турбореалистов характерна предельная психологическая достоверность, которая, несмотря на предельную свободу в выборе фантастического инструментария, распространяется на всю книгу.
К «турбореалистам» относятся такие авторы, как Андрей Столяров, Андрей Лазарчук, Виктор Пелевин и Михаил Веллер. В близкой к турбореализму манере работали Эдуард Геворкян, Андрей Саломатов, Владимир Покровский, Михаил Успенский, Евгений Лукин, Вячеслав Рыбаков, Борис Штерн:56—57.
Андрей Лазарчук даёт такое определение турбореализма:

Турбореализм подразумевает следующее: наш мир в основном представляет собой коллективный вымысел или, по меньшей мере, описание, текст, информационный пакет; непосредственно в ощущениях мы получаем малую толику информации о нём (да и ту, зная кое-что о механизмах восприятия, можем ставить под сомнение), значительно же больше — в виде сообщений, прошедших через многие руки.
<…>
Можно сказать так: турбореализм есть литература виртуального мира, в котором мы существуем.

Андрей Столяров утверждает:

…От классической научной фантастики турбо отличается органичностью тезы: если в большинстве произведений фантастическое допущение привносится в описываемый мир извне — волей автора, то в произведениях турбо теза не привносится, а уже существует, не сдвигает мир, а просто высвечивает его особенности, не „посмотрим, что будет, если…“, чем занимается классическая НФ, а — „мир так устроен“ — вот эстетическая основа турбо.

Турбореализм характеризуется его теоретиками по таким отличительным чертам, как «надтекст», «эпикатастрофичность» и «метарелигия».
Суть принципа «надтекста» — представление о литературе в целом как об информационной волне, катящейся из прошлого в будущее]:57. Для того, чтобы сказать что-то действительно новое, автор должен находиться впереди этой волны, писать с опережением собственного времени. Достигается это повышенной смысловой насыщенностью текстов произведений турбореализма, из чего естественным образом проистекает множественность трактовок:57. Принцип «надтекста», который был важен для «турбореалистов» на этапе формирования их движения, носил не столько философско-эстетический, сколько политический характер — он наглядно показывал, почему турбореализм находится в авангарде современной литературы.
Принцип «эпикатастрофизма», напротив, оказался весьма плодотворным. Он постулировал, что человек (социум, мир) существует в условиях перманентной катастрофы — нравственной, социальной, космологической. Применение этого принципа придаёт произведениям «турбореализма» некоторую пессимистичность — и одновременно делает их относительно динамичными.
Принцип «метарелигии» основан на представлении, что понятия Личности, Общества, Бога, Мира ценностно равнозначны (в отличие от более традиционной фантастики, для которой характерна иерархия ценностей «человек — социум — мир — Бог»). При этом турбореалисты отнюдь не религиозны, но признаю́т очень значимую роль религии в развитии личности и человеческого общества. Принцип «метарелигии» открывает перед авторами практически полную свободу выбора фантастического и реалистического инструментария: так, в романе Андрея Лазарчука «Опоздавшие к лету» присутствуют на равных магия и компьютерные сети, в романе Эдуарда Геворкяна «Времена негодяев» маги строят машину времени, а в «Послании к коринфянам» Андрея Столярова в Россию является Сатана.
В 2001 году А. Столяров заявил, что турбореализм умер: В. Пелевин, по мнению Столярова, перешёл к психоделической прозе, А. Лазарчук «безнадёжно увяз в коммерческих сериалах», а сам Столяров сместился в сторону «фантастического реализма».

## Главные произведения турбореализма
- Андрей Столяров. Ворон (1990);
- Андрей Лазарчук. Опоздавшие к лету (1989—1996);
- Виктор Пелевин. Жизнь насекомых (1992);
- Андрей Столяров. Монахи под Луной (1992);
- Андрей Столяров. Я — мышиный король (1994);
- Виктор Пелевин. Чапаев и Пустота (1996).